# Ars Magna (Джироламо Кардано)
Ars Magna (з латинської: «Велике мистецтво») — це важлива книга з алгебри написана Джироламо Кардано. Вперше вона була видана в 1545 році під назвою Artis Magnæ, Sive de Regulis Algebraicis Liber Unus (Книга номер один про Велике Мистецтво або Правила Алгебри). Ars Magna була другим виданням цієї книги, видана ще за життя Кардано, в 1570.

## Історія
В 1535 Нікколо Тарталья став відомим тим, що вміє розв'язувати кубічні рівняння виду {\displaystyle x^{3}+ax=b} (при {\displaystyle a,b>0}). Проте він вирішив зберегти свій метод в секреті.
У 1539 році Кардано, а потім викладач математики в Мілані, опублікував свою першу математичну книгу Pratica Arithmeticæ et mensurandi singularis (Практика Арифметики і Проста Міра Визначення). У тому ж році він попросив Тарталью пояснити йому свій метод вирішення кубічних рівнянь. Після деякого небажання, Тарталья розповів, але він попросив Кардано не ділитися інформацією, поки він не опублікує її. Кардано працює в подальшому протягом наступних декількох років, шукаючи як поширити формулу Тартальї на інші види кубічних рівнянь. Крім того, його учень Лодовіко Феррарі знайшов спосіб розв'язання рівнянь четвертого степеня, але метод Феррарі залежав від формули Тартальї, оскільки використовував допоміжне кубічне рівняння (резольвента). Згодом Кардано стало відомо, що формула Тартальї була створена Сципіоном дель Ферро ще до відкриття її самим Тартальєю, і це спонукало його опублікувати ці результати в його книзі.

## Зміст
Книга, яка ділиться на сорок глав, містить перше опубліковане розв'язання рівнянь третього та четвертого степеня. Кардано в передмові визнає, що Тарталья дав йому формулу розв'язання кубічних рівнянь, і що та ж формула була виявлена Сципіоном дель Ферро:
|  | ...у наш час Сципіон дель Ферро відкрив формулу... Нікколо Тарталья з Брешії, наш друг, що був викликаний на змагання з учнем дель Ферро на ймення Антоніо Маріо Фіоре, розв’язав, щоб не бути переможеним, ту ж саму проблему і після довгих прохань передав секрет мені. |

Він також вказує, що автором методу розв'язання рівнянь четвертого степеня є його учень Феррарі.
Оскільки в той час від'ємні числа не були загальновживані, знання як розв'язувати рівняння виду {\displaystyle x^{3}+ax=b} зовсім не означало, що можна розв'язати наприклад рівняння виду {\displaystyle x^{3}=ax+b} (при {\displaystyle a,b>0}). Крім того, Кардано, також пояснює, як привести рівняння виду {\displaystyle x^{3}+ax^{2}+bx+c=0} до кубічного рівняння без квадратичного члена (тобто до виду {\displaystyle x^{3}+ax+b=0}), але знову ж таки, він повинен розглянути кілька випадків. В цілому, Кардано розглянув тринадцять різних типів кубічних рівнянь (глави XI—XXIII).
В Ars Magna поняття кратного кореня з'являється вперше (глава I). Кардано наводить приклад рівняння {\displaystyle x^{3}=12x+16} з кратними коренями, де −2 подвійний корінь.
Ars Magna також містить перший випадок появи комплексних чисел (глава XXXVII). Зазначена Кардано проблема, яка призводить до видобування квадратного кореня з від'ємних чисел (відомий як незвідний випадок): знайти два числа, сума яких дорівнює 10, а добуток 40. Відповідь {\displaystyle 5+{\sqrt {-15}}} та {\displaystyle 5-{\sqrt {-15}}}. Кардано називав це «софізмом», тому що він не бачить ніякого фізичного сенсу в ньому, але сміливо писав «проте ми будемо виконувати операцію» і формально підрахував, що їх добуток дійсно дає 40. Кардано потім говорить, що ця відповідь "настільки витончена, як марна”[уточнити].
Поширена помилка, що саме Кардано ввів комплексні числа в розв'язання кубічних рівнянь. Оскільки формула Кардано для кореня многочлена {\displaystyle x^{3}+px+q=0} має вигляд:
{\displaystyle {\sqrt[{3}]{-{\frac {q}{2}}+{\sqrt {{\frac {q^{2}}{4}}+{\frac {p^{3}}{27}}}}}}+{\sqrt[{3}]{-{\frac {q}{2}}-{\sqrt {{\frac {q^{2}}{4}}+{\frac {p^{3}}{27}}}}}},}
квадратний корінь з від'ємних чисел дійсно тут виникає. Проте вираз {\displaystyle q^{2}/4+p^{3}/27} ніколи не набуває від'ємного значення у випадках, в яких Кардано застосовує формулу.